# Municipio de Salt Creek (condado de Franklin)
El municipio de Salt Creek (en inglés: Salt Creek Township) es un municipio ubicado en el condado de Franklin en el estado estadounidense de Indiana. En el año 2010 tenía una población de 1004 habitantes y una densidad poblacional de 14,23 personas por km².

## Geografía
El municipio de Salt Creek se encuentra ubicado en las coordenadas 39°24′27″N 85°13′16″O / 39.40750, -85.22111. Según la Oficina del Censo de los Estados Unidos, el municipio tiene una superficie total de 70.56 km², de la cual 70,29 km² corresponden a tierra firme y (0,39 %) 0,27 km² es agua.

## Demografía
Según el censo de 2010, había 1004 personas residiendo en el municipio de Salt Creek. La densidad de población era de 14,23 hab./km². De los 1004 habitantes, el municipio de Salt Creek estaba compuesto por el 96,61 % blancos, el 0,9 % eran afroamericanos, el 0,1 % eran amerindios, el 0,4 % eran asiáticos, el 0,3 % eran de otras razas y el 1,69 % eran de una mezcla de razas. Del total de la población el 1,59 % eran hispanos o latinos de cualquier raza.